# SFアニメ
SFアニメ（エスエフアニメ）は、科学、もしくはサイエンス・フィクションをテーマとしたり、あるいは舞台背景や小道具に用いたアニメ作品を指す。

## 概要
SF自身の定義が曖昧なためSF小説と同じく、ある作品がSFか否かの明確な線引きは難しい。製作者側からジャンルとして名乗る場合もあれば、「SFだと売れないから」と他のジャンル名を名乗る場合もある。